# Лю Шипэй
Лю Шипэй (1884—1919) — китайский каноновед, историк-конфуцианец, философ, публицист.
Будучи потомком нескольких представителей Янчжоуской конфуцианской школы zh:揚州學派, получил блестящее классическое образование, в 18 лет (1902) стал обладателем степеней лицензиат и цзюйжэнь (см. Кэцзюй), однако не вошёл в список отличившихся на столичном экзамене, в котором участвовал на следующий год.
В 1904 вступил в аньти-Цинское общество Гуанфу 光復會, а в 1907, находясь с женой в Японии, вступил в Тунмэнхой. В Японии Лю на короткое время увлёкся идеями анархизма, указывая на параллели с учениями Сюй Сина и Бао Цзинъяня. Увлечение быстро прошло, в 1908 году Шипэй вернулся в Китай и поступил на государственную службу.
При Юань Шикае (1859—1916), наряду с несколькими другими активистами (см. zh:籌安會) выступал за восстановление монархического строя. Рекомендовал введение нового китайского летоисчисления, начинающегося с рождения Желтого Императора.
С 1917 года был лектором Пекинского университета.
Умер от туберкулеза в возрасте 35 лет.

## Наследие
Лю Шипэй — автор первого из современных систематических исследований корпуса «И Чжоу шу», 周書略說.